# Emmi Haux
Emmi Haux, verheiratete Mollenhauer (* 15. Mai 1904 in Frankfurt am Main; † 1987) war eine deutsche Leichtathletin, die in den 1920er und 1930er Jahren eine erfolgreiche Sprinterin und Speerwerferin war.
Mit der Weite von 57,05 m stellte sie am 4. August 1929 in Ulm einen Weltrekord im beidhändigen Speerwurf auf. Weitere inoffizielle Weltrekorde gelangen ihr 1923 im 100-Meter-Lauf (12,8 s) sowie 1928 mit 4-mal-100-Meter-Staffeln. Bei den Frauen-Weltspielen 1930 in Prag startete sie im 100-Meter-Lauf und schied im Zwischenlauf aus.
1923 und 1924 war Emmi Haux Deutsche Meisterin im 100-Meter-Lauf.
Emmi Haux gehörte dem Sportverein SC 1880 Frankfurt an. Bei einer Größe von 1,67 m hatte sie ein Wettkampfgewicht von 58 kg.

## Bestleistungen
- 100-Meter-Lauf: 12,2 s (1929)
- 200-Meter-Lauf: 27,4 s (1926)
- 80-Meter-Hürdenlauf: 12,3 s (1930)
- Weitsprung: 5,11 m (1930)
- Kugelstoßen: 11,24 m (1930)
- Diskuswurf: 34,22 m (1930)
- Speerwurf: 36,80 m (1929)